# حقوق و دستمزد
حقوق و دستمزد (انگلیسی: Payroll) به فهرستی اطلاق می‌شود که شرکت‌ها و کارخانه ها و کارفرمایان توسط آن، ریز پرداخت‌هایی تحت عناوین حقوق، دستمزد، اضافه کاری، هزینه غذا، حق اولاد، پاداش، حق مسکن، حق کارگری، بن خرید، عیدی و سنوات و هزینه ایاب ذهاب و غیره را به کارکنان یک شرکت یا یک بخش کاری اعلام می‌دارند.
نرم‌افزار حقوق و دستمزد، فناوری است که هدف آن ساده کردن و اتوماتیک ساختن فرایند پرداخت حقوق کارمندان یک شرکت کارخانه و یک مکان کاری است. نرم‌افزار حقوق و دستمزد را می‌توان از شرکت‌های تولید نرم‌افزار حقوق و دستمزد خریداری کرد.

## فرایند حقوق و دستمزد
رسیدگی به حقوق و دستمزد معمولاً شامل فرستادن فیش پرداخت حقوق به کارمندان است. یک لیست حقوقی، فهرستی از کارکنان یک شرکت یا بنگاه اقتصادی می‌باشد، اما این اصطلاح عموماً برای اشاره به: مجموع مقدار پولی است که یک شرکت به کارکنانش پرداخت می‌کند.